# Фёдоровский кордон
Фёдоровский кордон — упразднённый населённый пункт в Называевском районе Омской области России. На момент упразднения входил в состав Черемновского сельского поселения. Исключён из учётных данных в 2001 году.

## География
Располагался в лесном массиве, в 4 км (по прямой) к северо-востоку от деревни Кочковатка.

## История
Населённый пункт основан в 1910 году. В 1928 году кордон Фёдоровская лесная дача состоял из 2 хозяйств. В административном отношении входил в состав Милютинского сельсовета Называевского района Тарского округа Сибирского края.

## Население
По переписи 1926 г. на кордоне проживало 9 человек (6 мужчин и 3 женщины), основное население — русские

## Хозяйство
По данным на 1991 г. в населённом пункте располагалось Федоровское лесничество.